# Charles Wolf
Charles Joseph Étienne Wolf fue un astrónomo francés nacido en Vorges, cerca de Laon (Aisne, Francia) el día 9 de noviembre de 1827, y fallecido en Saint Servan (Ille et Vilaine, Francia) el día 4 de julio de 1918.
En el año 1862, el astrónomo Urbain Le Verrier le ofrece un puesto de asistente en el Observatorio de París.
En 1867, Charles Wolf y Georges Rayet descubren estrellas con potentes líneas de emisión en la Constelación del Cisne. Esta clase de estrellas serán reconocidas como una clase especial de objetos y bautizadas como estrellas de Wolf-Rayet.
Fue miembro de la Real Sociedad Astronómica del Reino Unido, título que le fue otorgado el 9 de enero de 1874.